# مکبث (فیلم ۱۹۶۰)
«مکبث» (انگلیسی: Macbeth (1960 film)) یک فیلم است. از بازیگران آن می‌توان به جودیت اندرسون اشاره کرد.